# Свети Козма Етолийски (Харманкьой)
„Свети Козма Етолийски“ (на гръцки: Ι. Ν. Αγίου Κοσμά Αιτωλού Ευόσμου) е православна църква в солунското предградие Харманкьой (Евосмос), Гърция, енорийски храм на Неаполската и Ставруполска епархия.
Църквата е разположена на улица „Даваки“ № 69. Основният камът на църквата е положен през февруари 1970 година и тя е завършена през август същата година. На 24 август 1970 година храмът е осветен. В 1974 година храмът е прехвърлен от Солунската към новосъздадената Неаполска и Ставруполска епархия. През лятото на 1977 година започва разширение, завършено през септември. Отвън храмът дава вид на трикорабна базилика, а отвътре прилича на две базилики без стена между тях – подобни храмове се строят на Крит по време на венецианското управление. Вторият храм е посветен на Светите Архангели. Храмът е открит от митрополит Дионисий Неаполски и Ставруполски на 15 май 1977 година. Вътрешността е изцяло изписана.